# Menjador Solidari Gregal
El Menjador Solidari Gregal és un projecte social de menjador solidari a partir d'una iniciativa dels fundadors i col·laboradors de la Cooperativa Gregal, que busca atendre les precàries necessitats en què es troben moltes persones al barri El Besòs i el Maresme, i que té l'objectiu d'ajudar a solucionar una de les seves necessitats més bàsiques, l'alimentació.
El seu funcionament és a través de persones voluntàries que donen el seu temps per preparar els dinars de cada dia i netejar i mantenir el menjador solidari. La majoria dels aliments els donen els paradistes del mercat municipal. La cuina i els fogons està en mans dels veïns. A més d'un menjador, aquest lloc és també un punt d'ajuda. Es disposa d'un advocat, un psicòleg, una nutricionista, tots voluntaris. Es va començar fent menjar per a 60 persones i ara es treballa amb més de mil. Les germanes Montserrat i Mercedes Rodríguez Maurin, conjuntament amb José Gil, president de la cooperativa Gregal, són els fundadors d'aquest projecte solidari i participatiu.
Aquest menjador va obrir el dia 10 de gener del 2013 després de comprovar les necessitats de les persones del barri del Besòs i el Maresme amb la falta del principi bàsic de vida el menjar. La gent del barri aporta menjar en forma de donació, així com diferents comerciants, entitats, i junt amb una colla de persones voluntàries es fa el dinar cada dia per una mitjana de 500 persones. El projecte es va iniciar al local de la Cooperativa Gregal ubicat a la Rambla Prim 74; després es va cedir el local del Cap Besòs i, posteriorment, des de juliol del 2015, en un nou local habilitat a Rambla Prim 22.